# حمزه‌ده سفلی
حمزه ده سفلی، روستایی است از توابع بخش مرکزی شهرستان نوشهر در استان مازندران ایران.

## جمعیت
این روستا در دهستان بلده کجور قرار دارد و براساس سرشماری مرکز آمار ایران در سال ۱۳۸۵، جمعیت آن ۵۲۵ نفر (۱۲۵خانوار) بوده‌است. مردم حمزه‌ده سفلی از قومیت طبری هستند. مردم حمزه‌ده سفلی به زبان طبری با گویش کجوری سخن می‌گویند.